# Дечије игре
Дечија игра је неизоставна активност у детињству. Дете кроз игру развија своје интелектуалне, емоционалне и моралне способности; учи, развија покрете, говор, машту; стиче пријатеље и развија свој друштвени живот. За дете игра представља најзанимљивији део дана, било да је то код куће уз надгледање родитеља или са вршњацима у вртићу, она испуњава његову свакодневицу чинећи га безбрижним и срећним. Предшколски период омогућава социјализацију детета и развијање сарадничких односа у оквиру једне веће групе, која је изван породице и породичног окружења. Кроз игру се развија и дететова личност, а брига о развоју дечје личности јесте главни циљ савременог друштва као и васпитања и образовања. Игра се од рада разликује по томе што је непроизводна делатност, није резултат принуде, што пружа велики степен задовољства детету и низ нових недоживљених ситуација.

## Дечије игре кроз историју
С разним ступњевима друштвеног развоја мењао се начин живота, али је игра и у новим условима остала саставни део дечије активности. Кроз историју дечије игре су се знатно мењале у зависности од социјалне средине, али и потреба и личних интересовања детета. Детињство је посматрано као пролазна ствар у животу детета, па се и није обраћало много пажње на дете и његово детињство. У данашње време дете је центар света, сва идеолошка оријентација усмерена је ка детету. Иако су игре биле заступљене од најдавнијих времена па све до данас, видљиве су разлике у интересовањима деце, врстама игара и начина играња. Некада су деца проводила слободно време на улицама са својим вршњацима правећи самостално реквизите за неке од игара. 
У средњем веку деца су се играла бројним играчкама: коњима од иловаче, наоружаним војницима, луком и стрелама. У време ренесансе постојао је велики број занатлија и они су правили разне играчке . Биле су то имитације оружја и неких ствари које су претежно домаћице користиле, све наравно у мањим величинама или облицима. Када говоримо о праисторијском времену и проналаску играчака, нема конкретних података. У то време обично су прављене од дрвета. Дрво као природни материјал брзо трули у земљи и самим тим нису могле да се очувају играчке које потичу из најранијих дана човековог постојања.
Физичке активности су биле много заступљеније у играма. Данас је све мање деце на улицама. Све што је деци потребно за игру родитељи им приуште, тако да деца немају потребу да сама нешто стварају, чиме се знатно смањује дететова креативност. Деца се окрећу информационој технологији, јер кроз њу виде могућност да испоље креативност и своју стваралачку енергију. Раније деца нису имала много слободног времена, самим тим нису имала довољно времена за игру, док данас полако нестаје страст према игри, јер је она постала доступна скоро свима и у свако доба. 

## Значај игара за дете
Игра је прва манифестација способности детета да сопствено искуство претвори у нешто замишљено и да своју свест употреби на нов, јединствен, стваралачки начин. Игра се односи на оне делове стварности који су од највећег интереса за дете; игра има сопствену мотивацију, омогућава слободан избор и одлуку, а истовремено захтева од детета да се повинује правилима играња. За спонтану и слободну игру дете треба да има довољно: доживљаје, искуства, знања, добрих индиректних узора, време, простор, материјале и прилику да нађе партнера за игру. Игра је посебан облик учења. Дете има потребу да разуме свет који га окружује и да овлада њиме. Оно у игри прерађује и присваја стечена искуства и постаје свесно тих искустава. Игра доприноси  челичењу организма , поготову ако се игра у различитим температурним и просторним условима, које дете наводе на прилагођавање, као и на повећан физички напор. Активно дете има више услова да се физички развија, јер кретање подстиче крвоток и размену материја у организму, дисање и вентилацију плућа, терморегулацију.

## Облици игре
Упоредо са развојним узрастом се мењају развојни облици игре. У првој години живота, у функционалној игри, преовлађују активности дечјих функција.
Одлике функционалне игре су: 
- до 6. месеца живота покрети тела;
- од 6. месеца до краја прве године функционална игра рукама;
- на почетку друге године, посебно кад прохода дете "истражује" околину, вежба хватање и бацање предмета;
- у периоду од друге године дете показује интересовање за играчке и другу децу, јавља се рецепцијска игра, игра маште и драматизације - игре улога (3. година);
- у четвртој години почиње стваралачка игра и игра у групи од 2-3 деце;
- у петој години живота дете привлачи грађење и обликовање и игра ван куће;
- у периоду од шесте до осме године преовлађују стваралачке игре и игре у којима постоје правила, спортске игре, рецептивне и извођачке игре.

## Врсте дечијих игара
- Функционалне игре (покретање удова, главе, подизање, пузање, стајање, пењање, хватање, пресипање, гужвање, играње лоптом);
- Игре маште (храњење играчака, кажњавање играчака, разговор са луткама, улоге куварице, возача, трговаца, поштара, имитирање);
- Рецепцијске игре (посматрање слика, других особа, слушање прича, песама, учење рецитација, гледање цртаних филмова, позоришних представа);
- Стваралачке игре (цртање, писање, грађење, обрада пластелина, певање, причање, слагалице итд.).

## Играчке
Играчке имају значајну улогу у дечјој игри, јер јој дају идеју и садржај. Играчка је сваки предмет којим се дете игра. Играчку дете персонификује, па је она веома значајан показатељ развоја и карактеристика детета. Развој игре и одабир играчке се одвијају паралелно и у складу са развојем детета.
По функцији играчке се могу разврстати у: 
- играчке за разгибавање и развијање спретности;
- играчке за миловање;
- играчке и средства за игру улога;
- играчке за конструкцију;
- играчке за друштвене игре;
- пригодне играчке које деца сама праве.[5]

### Узраст и играчке
У току развојног периода код деце се јављају потребе за различитим врстама игара, па сходно томе и критеријуми за одабир играчке се разликују:
- прва година: сопствено тело, играчке живих боја које производе звук, пливају;
- друга година: колица, звучне играчке, коцке, песак и прибор, једноставне сликовнице;
- трећа година: аутомобил, трицикл, коњ за љуљање, материјал за обликовање, играчке од гуме, делови одеће за игре улога, прибор за цртање, сликовнице;
- од четврте до седме године: бицикл, механизоване играчке, пластелин, материјал за грађење, цртање, лутке, прибор за игре улога, санке, скије;
- школско доба: лопте, музички инструменти, компоненте за конструисање, апарати, збирке, ТВ, видео, рачунар.